# Quattro Strade (Orbetello)
Quattro Strade è una frazione del comune italiano di Orbetello, nella provincia di Grosseto, in Toscana.

## Geografia fisica
La frazione è situata nell'area meridionale della Maremma grossetana, nell'immediato retroterra della Costa d'Argento. Il paese si trova nella piana sulla riva sinistra dell'Albegna, alle pendici occidentali del Poggio Apparita (268 m) a pochi metri dall'area naturale protetta dell'oasi Bosco di Patanella, situata in quel tratto della laguna di Orbetello compreso tra la città capoluogo e il tombolo della Giannella. La frazione è delimitata a nord-est dal torrente Radicata (8 km), che poco distante si immette nell'Albegna.
La frazione di Quattro Strade confina a nord con Albinia, a sud con Orbetello Scalo e ad ovest con la laguna di Orbetello. Dista inoltre poco meno di 8 km dal capoluogo comunale e circa 37 km da Grosseto.

## Storia
Il territorio della frazione di Quattro Strade fu abitato in epoca antica, soprattutto romana, da quelle famiglie aristocratiche che possedevano qui ville e proprietà terriere. In località Cerreto fu rinvenuta nel 1756 un'iscrizione latina del console Lucio Domizio Enobarbo, mentre nei pressi della Parrina sono stati trovati i resti di una villa romana con pavimentazione in opus spicatum e a mosaico bicromo.
Tuttavia, dopo la frequentazione romana, tutto il territorio dell'entroterra orbetellano rimase spopolato per molti secoli, fatto dovuto alla pessima gestione dei terreni da parte dei nobili e delle signorie che vi regnarono che ebbe come risultato l'impaludimento della campagna nei pressi della laguna e l'arrivo della malaria. Nei primi anni del XVII secolo è qui documentata la presenza di pochissimi edifici rurali e anche i contadini aveano abbandonato queste campagne per l'insalubrità dell'aria e per vari vincoli posti dai governi circa alla circolazione dei prodotti agricoli: rimanevano in questo modo solo poche tenute, soprattutto di derivazione feudale, che comunque non investivano nella lavorazione dei terreni e nella costruzione di fattorie e case coloniche proprio per la presenza della malaria e la mancanza di infrastrutture che avrebbero favorito il commercio. Nel 1776, anno del catasto Leopoldino con il quale il governo granducale intendeva acquisire informazioni sulla situazione delle campagne e delle fattorie presenti in Toscana, è confermata la presenza a Quattro Strade di pochi edifici rurali, raccolti tuttavia già intorno ad un centro abitato principale, quello del Cerreto, ex borgo rurale con villa padronale e casa colonica annessa., che oggi costituisce il nucleo storico del paese. Tra i primissimi edifici sorti nel territorio in epoca antecedente al catasto lorenese, presenti ancora oggi, sono da ricordare il Palazzo Zugiani, anch'esso inglobato nel paese di Quattro Strade, ma anche il podere Casetta di Mezzo, il podere Laura, la fattoria La Parrina e la Torre Nuova, posti nelle campagne immediatamente circostanti.
Durante il XIX secolo furono avviati i primi tentativi di bonifica e di ripopolamento dell'agro orbetellano. Questi territori tornarono lentamente ad essere ripopolati e il borgo del Cerreto si espanse grazie alla sua posizione privilegiata nei pressi della via Aurelia. Agli inizi del Novecento iniziarono i primi processi di appoderamento e razionalizzazione delle campagne, oltre che opere di bonifica grazie alla costruzione di idrovore negli anni trenta. I poderi erano composti dalla casa colonica e dalla stalla, e negli anni tra il 1909 e il 1939 si registra un incremento di abitazioni e un forte ripopolamento della campagna. Il paese prese il nome di Quattro Strade, in quanto posizionato a ridosso della via Aurelia e quindi crocevia per quattro direzioni, a nord verso Grosseto, a sud verso Roma, ad est verso l'entroterra e ad ovest verso la laguna. Ancora oggi sopravvivono a Quattro Strade numerose case coloniche originarie del periodo post-lorenese, quali il primissimo edificio costruito a ridosso dell'Aurelia come stazione di posta e con funzione di smercio di prodotti agricoli, noto come casale delle Quattro Strade, il casale Piccalumachelle, ex Tiberini, il casale Ramo, e i poderi San Giuseppe e Casalone.

## Società

### Evoluzione demografica
Quella che segue è l'evoluzione demografica della frazione di Quattro Strade. Sono indicati gli abitanti del centro abitato e dove è possibile la cifra riferita all'intero territorio della frazione.
| Anno | Abitanti       | Abitanti |
| Anno | Centro abitato | Frazione |
| ---- | -------------- | -------- |
| 1961 | 100            | 418      |
| 1981 | 106            | 518      |
| 2001 | 63             | -        |
| 2011 | 89             | -        |

## Geografia antropica
La frazione è composta da un centro abitato principale, quello di Quattro Strade, che comprende anche il borgo Cerreto, e da altre piccole località rurali, perlopiù case sparse che vertono su esso. La più importante è la località La Parrina (25 m s.l.m.), situata pochi chilometri a nord-est del centro.

## Infrastrutture e trasporti
Il paese di Quattro Strade è situato a ridosso della strada statale 1 Via Aurelia, in quel tratto tra Grosseto e Roma in cui l'importante via di comunicazione stradale non ha caratteristiche di superstrada. Infatti, per accedere alla frazione non vi è alcuno svincolo, ma una serie di incroci a raso che rendono questo tratto di Aurelia meno sicuro e soggetto a incidenti.